# Thomas Szasz
Thomas Stephen Szasz, uttal: /sɑːs/, ursprungligen Tamás István Szász, född 15 april 1920 i Budapest, Ungern, död 8 september 2012 i Manlius, Onondaga County, New York, var en ungersk-amerikansk psykiater och psykoanalytiker. Szasz är känd för sin kritik mot vetenskapligheten i psykiatrin och begreppet "psykisk sjukdom".
I kontrast till fysiska sjukdomar är psykiska sjukdomar inte "sjukdomar" i samma avseende som de fysiska enligt Szasz. Förutom ett par verkligt identifierbara hjärnsjukdomar, fungerar varken "biologiska tester, kemiska tester, vävnadsprovtagning, eller obduktion, eller övriga fynd för att verifiera symptomdiagnoserna i DSM."

## Biografi
Szasz flyttade till USA 1938 och studerade vid University of Cincinnati och Chicago Institute for Psychoanalysis och blev senare professor i psykiatri vid State University of New York i Syracuse, New York.
Szasz menade att psykiska sjukdomar inte är verkliga sjukdomar som psykiatrin kan bota. Istället är de enligt Szasz beteenden som inte är accepterade och som samhället därför vill behandla för att utöva social kontroll. Detta har Szasz skrivit om i flera böcker, bland annat The Myth of Mental Illness (1961) och The Manufacture of Madness (1970). 
Szasz var motståndare till psykiatrisk tvångsvård och var med att grunda American Association for the Abolition of Involuntary Mental Hospitalization. 

## Szasz syn på "psykiska sjukdomar"
"Psykisk ohälsa" är för Szasz ett uttryck, en metafor som beskriver ett stötande, störande, chockerande eller irriterande uppförande, handling eller beteendemönster, exempelvis benämnt "schizofreni", "ohälsa" eller "sjukdom". Szasz skrev exempelvis: "Om du pratar med Gud, så ber du. Om Gud pratar med dig, har du schizofreni. Om de döda pratar med dig ägnar dig du åt spiritism. Om du pratar med de döda är du dock snarare schizofren." Szasz hävdade att människor väl kan bete sig och tänka på oroande vis och detta kan visserligen likna en sjukdomsprocess, men det betyder dock inte att det faktiskt konstituerar en "sjukdom" i någon mån. Szasz förordar i kontrast till en medikaliserad syn gällande mänskligt beteende en inte lika asociologisk teori och förordar således en mer interrelationell teori angående beteende.
Sjukdomar är "dysfunktioner i den mänskliga kroppen", i hjärtat, levern, njurarna, hjärnan, medan inget beteende eller antisocialt beteende är en sjukdom, eller kan vara en sjukdom. Det är inte sjukdomar. Szasz pekade på drapetomani som ett exempel på ett beteende som många i samhället inte ansåg acceptabelt, som blev medikaliserat och brett sjukdomsförklarat. På samma vis anklagades kvinnor som vägrade böja sig för mäns viljor för att vara "hysterikor". Szasz menade också att det uppkommer moraliska problem när man sjukdomsstämplar människor, som då helt plötsligt inte är ansvariga för sina handlingar.
Från Szasz perspektiv, kan människor som proklameras vara sinnessjuka, eller själv hävdar detta, som mest vara drabbade av livsproblem. Symptomdiagnoserna gällande "psykisk sjukdom" eller "psykisk ohälsa" (Det senare uttrycket menar Szasz är ett vessleord för samma sak) påstås vara "vetenskapliga kategorier", men de förblir moralistiska dömanden vilka understödjer de sociala praktikerna genom vilka maktutövning sker av psykiatriska auktoriteter. Genom detta tankesätt är alltså exempelvis schizofreni, inte bara ett namn på en symptomdiagnos utan ett moraliskt fördömande av extremt psykiatriskt och socialt avfärdande. Szasz menade att schizofrenin var närmast en helig symbol för psykiatrin, till följd av de som anses vara schizofrena sedan länge kommit att erbjuda och tjäna som legitimeringsgrund för psykiatriska teorier, behandlingar, oförrätter och reformer.

## Szasz syn på medicinens roll i moderniteten
Szasz kritiserade den moderna psykiatrins inflytande över samhället, som han ansåg vara en sekularisering av religionens grepp om människorna. Szasz kritiserade särskilt psykiatrin för scientism, och underströk dess kampanjer mot onanin i slutet av 1800-talet, dess användning av medicinskt bildspråk och språk för att beskriva asocialt beteende. Respektive att disciplinen var beroende av att tvinga in människor i psykiatrin för att avhålla detta från samhället. Men även psykiatrins nyttjande av den numera avskaffade lobotomin, och andra interventioner.

För att summera Szasz beskrivning av det samhälleliga inflytande som den moderna medicinen erhållit på grundval av en långtgående spridd scientistisk attityd deklarerade han:
Till följd av att teokrati är styret av gudar eller deras präster, och demokrati är folkstyre, av folket eller majoriteten, så är farmakrati läkarna eller medicinens styre.[sidreferens behövs]

## Relation till "Citizens Commission on Human Rights"
År 1969 var Szasz med vid grundadet av organisationen Kommittén för mänskliga rättigheter (CCHR) tillsammans med Scientologikyrkan. CCHR har anklagats för att frekvent smutskasta psykiatrin. Szasz var dock själv emot okritiskt smutskastande av psykiatrin. Szasz har sagt att han inte själv är scientolog, men att han välkomnar stöd från alla religiösa grupper; detta betyder inte att han håller med om deras religion.

I en intervju från 2009 från Australian Broadcasting Corporation förklarade Szasz sitt skäl till att han samarbetat med CCHR och att han inte har något att göra med scientologi.
"Nå, jag kom i kontakt med en organisation långt efter jag var en etablerad kritiker av psykiatrin, kallad Kommittén för mänskliga rättigheter. Till följd av att denna var den enda organisationen, och är fortfarande den enda organisationen som hade pengar och någon form av tillgång till advokater och som var aktiva i att försöka befria mentalpatienter som var inspärrade på mentalsjukhus trots att det inte var något fel på dessa personer, som inte hade begått några brott, och som ville ut från dessa sjukhus. Jag såg det som en rimlig aktivitet; och det är fortfarande en rimlig aktivitet. Jag tror inte mer på deras religion eller tro än jag tror på någon annan religion. Jag är en ateist, jag tror inte på kristendom, judendom, islam, buddhism och jag tror inte heller på scientologi. Jag har inget att göra med scientologi." (Fritt översatt) - Thomas S. Szasz